# Gonomyia (Gonomyia) isolata
Gonomyia (Gonomyia) isolata is een tweevleugelige uit de familie steltmuggen (Limoniidae). De soort komt voor in het Nearctisch gebied.